# كلوروفيتانول
كلوروفيتانول chlorophetanol هو عبارة عن دواء وزمرته الدوائية مضاد فطري هو دواء يستخدم لعلاج الالتهابات الفطرية